# Wahlkapitulation
Als Wahlkapitulation (capitulatio caesarea) wird seit dem Mittelalter ein schriftlicher Vertrag bezeichnet, in dem ein Kandidat Zusagen für den Fall seiner Wahl machte, in dem aber auch seine Kompetenzen genau geregelt und seine Machtbefugnisse eingeschränkt werden konnten. Die schriftliche Vereinbarungen trafen die Kandidaten vor der Wahl mit dem Wahlgremium und mussten sie anschließend nochmals bekräftigen. „Kapitulation“ im frühneuzeitlichen Sprachgebrauch meint nicht Unterwerfung, sondern einen in Kapitel gegliederten Vertrag. Die deutschen Wahlkapitulationen bildeten im Heiligen Römischen Reich einen einheitlichen, umfassend normierenden Verfassungstext avant la lettre, d. h. ihrer Zeit weit voraus.

## Königswahl

### Heiliges Römisches Reich
Bei der Wahl zum König im Heiligen Römischen Reich waren seit dem 13. Jahrhundert die Kurfürsten das Wahlgremium. So wurde seit der Wahl Karls V. im Jahre 1519 den künftigen römisch-deutschen Königen bzw. Kaisern von den Kurfürsten eine Wahlkapitulation (capitulatio caesarea) vorgelegt.
Die späteren Wahlkapitulationen im Alten Reich waren Dokumente, welche die Kurfürsten als Repräsentanten des deutschen Reiches formulierten und zu deren Einhaltung die gewählten Kaiser sowie ein während ihrer Regierung gewählter Nachfolger sich vor der Krönung verpflichten mussten. Seit 1619 mussten alle Staatsdiener des Reiches einen Eid auf die aktuelle Wahlkapitulation leisten.

#### Begrenzung der Macht des gewählten Königs
Die ursprünglich fast unbeschränkten Vollmachten des Königs bzw. Kaisers wurden durch die Wahlkapitulation eingeschränkt und präzisiert. So umfasst die letzte mit Franz II. ausgehandelte Wahlkapitulation im modernen Druck 314 Seiten und stellte ein wichtiges Grundgesetz der jeweiligen kaiserlichen Herrschaft dar.
Während der Verhandlungen mit Frankreich zum Westfälischen Frieden wurde die Wahlkapitulation Ferdinands III. von 1636, keine Reichsrechte und Reichsgüter zu entäußern, in der Capitulatio Perpetua Osnabrugensis, aufgehoben, wodurch Frankreich Gebiete im Elsass und in Lothringen zum Teil zu voller Souveränität zugesprochen werden konnten.
Die ständige Wahlkapitulation (capitulatio perpetua) von 1711 war der Versuch der Kurfürsten, die Regeln für den künftigen König in einer vorab festgelegten Wahlkapitulation festzuschreiben. In ihr wurde unter anderem verboten, das Reich zu einer Erbmonarchie zu machen. Auf diese Weise versuchten sich die Kurfürsten ihre politische Stellung zu sichern. Dieses Dokument wurde aber nie durch einen Kaiser ratifiziert und damit nie zum Reichsgesetz erhoben.
Franz II. begründete 1806 die Niederlegung der Reichskrone und die Auflösung des Heiligen Römischen Reiches deutscher Nation unter anderem damit, dass er durch die Folgen der Koalitionskriege und der Gründung des Rheinbundes nicht mehr in der Lage sei, die in seiner Wahlkapitulation übernommenen Pflichten zu erfüllen.

#### Bedeutung für die Reichsverfassung
Die Wahlkapitulationen bestätigten und beinhalteten alle älteren und die seit 1519 hinzugekommenen Reichsgrundgesetze. Den Staatsrechtlern der Frühen Neuzeit galten die Wahlkapitulationen als „Handbuch deutscher Regenten und Staatsmänner“, als „Quint-Essenz aller Reichsgesetze“, „Anker der Deutschen Freiheit“, „Reich-Staats-Katechismus“, „Enzyklopädie unserer Reichsgesetze“ und deutsche „Magna Carta“. Gegenüber anderen Wahlkapitulationen, wie es sie in Venedig, Böhmen, Ungarn, Dänemark, Schweden, Polen und in Rom gab, zeichnete sie ihr grundgesetzlicher Charakter aus.

### Skandinavien
In Norwegen war der Zeitraum von 1449 (Christian I. und Karl Knutsson) bis 1648 die Zeit der Wahlkapitulation, wobei nur die Wahlkapitulation von 1449 und von 1524 (Friedrich I.) auf Norwegen zugeschnitten waren, während die übrigen in Dänemark abgegeben wurden, aber aufgrund der Personalunion ohne weiteres auch für Norwegen galten. Nach 1648 kam im Jahre 1660 der Absolutismus. Die Wahlkapitulation war Voraussetzung für die Krönung. In der Zeit zwischen der Wahlkapitulation und der Krönung trug der König den Titel „erwählter König“ (utvalgt konge). Trotz großer Unterschiede in den einzelnen Dokumenten haben sie alle eines gemeinsam: Sie betonen die Prinzipien des Reichsratskonstitutionalismus, der die Mitwirkungsrechte des Reichsrates an wichtigen Regierungsentscheidungen beinhaltete. Auch die Beschränkung der Regierungsämter auf den heimischen Adel bekam immer mehr Gewicht – in Dänemark gegen deutsche Adlige, in Norwegen gegen deutsche und dänische Adlige.

## Papstwahl
Bei den Papstwahlen war es lange Zeit (15. bis 17. Jahrhundert) üblich, dass das Kardinalskollegium Wahlkapitulationen einforderte. Schon 1352 war eine Wahlkapitulation vor der Wahl Innozenz’ VI. aufgestellt, von diesem aber für ungültig erklärt worden. Das Konzil von Konstanz (1414–1417) vertrat die Auffassung, dass die rivalisierenden Päpste Gregor XII. und Benedikt XIII. wegen Verletzung ihrer Wahlkapitulationen des Meineides schuldig seien. Papst Eugen IV. bestätigte 1431 seine Wahlkapitulation in einer feierlichen Bulle. Über Papst Paul II. berichtet Kardinal Jacopo Ammannati Piccolomini, dass er sich unmittelbar nach der Wahl vereinbarungsgemäß zur Einhaltung seiner Wahlkapitulation verpflichtete, später die Kardinäle aber nötigte, ihr Einverständnis für eine erhebliche Revision zu geben. Heute sind Wahlabsprachen vor der Papstwahl verboten (zuletzt in der Konstitution Universi Dominici gregis).

## Bischofswahl
Auch bei anderen Fürsten, die ihr Amt durch Wahl erlangten, gab es Wahlkapitulationen. Das betraf in der Regel die Bischöfe, ihr Wahlgremium war das jeweilige Domkapitel. Mit der Wahlkapitulation wurden die Rechte und Pflichten des Bischofs und des jeweiligen Domkapitels festgelegt, sie bildeten damit die Verfassung des zugehörigen geistlichen Fürstentums. Die Geschichte der Wahlkapitulationen verlief nicht in allen Bistümern gleich. In allen Bistümern des Heiligen Römischen Reichs spielten sie seit dem frühen 13. Jahrhundert eine Rolle. Wahlkapitulationen vor Bischofswahlen wurden 1695 vom Papst und 1698 auch vom Kaiser verboten, ausgenommen blieb die Wahl des Erzbischofs von Mainz.

## Venedig
Besonders ausgeprägt waren die Wahlkapitulationen zur Wahl des venezianischen Dogen, die promissione ducale, deren älteste aus dem Jahre 1192 überliefert ist. Die promissione ducale wurden vor der Wahl eines neuen Dogen von einer eigens dazu eingesetzten Kommission, den Correttori alle promissione ducale, ausgearbeitet, der Doge musste sie auszugsweise bei seiner Wahl zitieren, ihre Einhaltung beschwören und wurde erst danach gekrönt. Ab 1595 wurde ihm dann seine promissione ducale alle zwei Monate vorgelesen. Im Verlauf der Jahrhunderte wurde dieser „Vertrag“ immer umfangreicher und seit 1595 wurde er gedruckt. Die promissione ducale des Dogen Marino Grimani umfasste 108 Seiten, die des Dogen Giovanni II. Corner 165, die des letzten Dogen Ludovico Manin 301 Seiten.